# 301-я стрелковая дивизия (2-го формирования)
301-я стрелковая дивизия (2-го формирования) (301-я сд 2 ф) — воинское формирование (соединение, стрелковая дивизия) РККА в Великой Отечественной войне.
Боевой период:6.8.1942 — 13.7.1942.

## История
301-я стрелковая дивизия 2-го формирования сформирована по приказу Народного Комиссара Обороны от 29 ноября 1941 года с дислокацией в городе Красноярске. Формирование дивизии начато 10 декабря 1941 года. Первоначально формирование начала как 447сд. Срок готовности по директиве Сибирского Военного Округа к 15 февраля 1942 года. С 20 января 1942 года согласно приказу № 008 была переименована в 301-ю стрелковую дивизию. Укомплектование личным составом закончено к 10 февраля 1942 года.
В марте 42. прибыла на фронт и вошла в состав 29 РезА генерал-лейтенанта Рябышева. Первоначально базировалась в район Рамонь (сев. Воронежа). 7 апреля была передана в состав ЮЗФ. 3 мая заняла позиции в составе 21А Гордова вост. Белгорода. Марш проходил в сложных дорожных условиях из-за распутицы. Много лошадей пало. Заканчивалось горючее. В составе арт. частей дивизии не было зенитной артиллерии.
С началом 12 мая Харьковской операции, в которой в составе 21А принимали участие левофланговые части. 301 сд действовала на правом фланге ударной группы армии (301, 76, 293, 227сд). Левее атаковала 76сд, правее 297сд вела бои местного значения за Севрюково. 1054сп атаковал на своём участке примыкающем к р.Северский Донец. Бойцы овладели Ржавцом и подошли к Масловой Пристани. 13 мая Маслова Пристань была очищена от противника. Отмечалось большое количество несрабатывание 120 мм мин. В случае установки на фугасное воздействие процент несрабатываний доходил до 80 %. В ходе боев 14-16 мая дивизия овладела Ниж. Ольшанец но продвинуться дальше на Соломино уже не получилось. Перебросив резервы противник перешёл к контратакам и на участке успешно продвинувшегося левого ударного крыла. 17 мая 1054сп был выбит из Ниж. Ольшанец. Дальнейшего развития наступление уже не получило.
С 19 мая противник контратаками остановил и заставил перейти к обороне и на НГУ армии. С 21 мая армия окончательное перешла к обороне. Новая попытка наступления была предпринята 24 мая, но успеха наши войска не имели. 29 мая левофланговая 7 6сд выводилась во 2 эшелон, а дивизия занимала двумя полками её участок обороны. Один полк оставался в резерве.
Ударная группировка на участке 21 А созданная для наступления была разобрана и теперь весь левый фланг армии обороняла одна 301 сд двумя полками. (76сд была выведена в резерв, 227 на правый фланг армии). На 20 мая 42г. насчитывала 9943чел., 35 полевый орудий, 26 пто, 4 зен., 148 миномётов.
В 5 утра 10 июня 42г. противник перешёл в наступление нанося удар на стыке 21 и 28 армий. После мощного удара авиации и артиллерии противник прорвал оборону соседней 169 сд 28 А выйдя во фланг 1050 сп. 1050 сп отразив несколько атак к 10 утра был вынужден отойти к Коровинской и ур. Дача Коровинская. Один батальон отошёл за Сев. Донец. К исх. дня 1050сп отошёл за Северский Донец. 11 июня дивизия отошла левым флангом на рубеж р. Нежеголь. Ударная группировка противника форсировав Сев. Донец продолжила развивать наступление в направлении Волчанск-Белый Колодезь. Гроза это этого удара врага прошла по 21А по касательной. Части 21А 12-13 июня фланговыми контрударами воздействовали на фланг ударной группы врага от Шебекино на юг частями 169 и 293сд при поддержке 10тбр, но безуспешно. 14 июня немцы сами атаковали 169 и 293сд выбив их из Шебекино. 301сд также вступила в бой отражая атаки противника на сев. окр. Шебекино. В боях 11-15 июня потеряла 66 убитыми и 253 ранеными.
После прорыва немецких войск за Северский Донец 301 сд оборонявшаяся ещё двумя полками на Донце оказалась в опасном выступе в окружении сразу трёх пехотных дивизий врага. Одной из целей немецкой операции «Вильгельм» было овладение высотами зап. Белгорода как плацдармом для дальнейшего наступления. 19 июня немецкие войска внезапно атаковали на до того спокойном правом фланге и центре дивизии. Нанеся удар из Крутой Лог в тыл нашим войскам на Донце у Масловой Пристани и форсировали Донец у Безлюдовки. Оборона была прорвана и занимавшие на Донце оборону два сп были вынуждены отступить к северу к урочище Дача-Шебекинская. 1052сп оказался в окружении. Перейдя 20 июня в контратаку вместе с переброшенными подкреплениями из 293сд и 10тбр восстановить положение наши войска не смогли. Дивизия понеся большие потери была оттеснена на север до Ленцово оставив выгодные для обороны высоты по берегу Сев. Донца. 23 июня из состава отрезанного 1052сп оборонявшегося в ур. Дача-Шебекинская вышло до 400чел..
28 июня началось генеральное наступление немецких войск на южном участке советско-германского фронта. Перешедшая в наступление 4ТА Года прорвала оборону Брянского фронта вост. Щигров. На участке 21А однако было ещё тихо. Командование 21А разрабатывало контрудар чтобы вернуть позиции в районе Шебекино. В наступлении должен был принимать участие 4ТК во взаимодействии с 293 и 301сд. Левее предстояло атаковать 76, 124 и 343сд с 13ТК. Однако ввиду ухудшения обстановки на Брянском фронта наступление отменили.
Утром 30 июня немецкая 6-я армия Паулюса перешла в наступление и на участке 21 и 28 армий. В 3:30 начался артобстрел в полосе обороны 227, 310 и 293сд. Оборона правофланговой 227 сд вдоль в направлении Белгород-Короча оказалась прорванной и дивизия начала отход. 301сд более стойки держалась от атак противника но к исх. дня также была вынуждена начать отход на тыловой рубеж к Неклюдово. Левофланговая 293сд не выдержав удара крупных сил противника также начала отход в сев. направлении. Тем самым фланги 301сд оказались открытыми.
С утра 1 июля немецкие войска начали стремительно развивать свой удар на с-в. Здесь действовал 40-й танковый корпус противника. Части левого фланга армии и 28А начали быстро отходить к р. Оскол. 301 сд с открытыми флангами продолжала отход на с-в между реками Корень и Корочь. 2 июля все части 21А получили приказ отходить за р. Оскол. К этому времени оборона армии оказалась рассечена. Части левого фланга и центра армии откатывались за Оскол. Соединения правого фланга (8 мсд, 297 и 301 сд) оказались с открытыми флангами не имея связи со штабом армии. 2 июля все соединения 21 А получили приказ отходить за р. Оскол. Немецкие войска организовали параллельное преследование отходящих колонн дивизий правого крыла армии и организованно отойти за Оскол смогла только 8 мсд нквд. 297 и 301 сд были рассеяны в ходе отхода. Остатки частей 21 А в течение 4-7 июля отходили к переправам через Дон в районе Коротояк.
К 8 июля остатки армии сосредоточились на вост. берегу Дона в районе Козловка где приводили себя в порядок. На 9 июля 301 сд насчитывала всего 359 чел.
13 июля управление и соединения 21А перебрасывались в район Серафимовичей. 227, 297 и 301 стрелковых дивизий понесшие наибольшие потери расформировывались.

## Состав
- 1050-й стрелковый полк;
- 1052-й стрелковый полк;
- 1054-й стрелковый полк;
- 823-й артиллерийский полк;
- 337-й отдельный дивизион ПТО;
- 125-я отдельная зенитная артбатарея;
- 77-й отдельный миномётный дивизион;
- 356-я мотострелковая разведывательная рота;
- 592-й отдельный сапёрный батальон;
- 757-й отдельный батальон связи;
- 116-й отдельный миномётный дивизион /120 мм миномётов/;
- 390-я отдельная химическая рота защиты;
- 727-я отдельная автомобильная рота подвоза;
- 351-й отдельный медико-санитарный батальон;
- 434-я отдельная полевая хлебопекарня;
- 899-й ветеринарный лазарет;
- 1694-я полевая почтовая станция;
- 1064-я полевая касса Госбанка.[3][1][4]

## Подчинение
| На дату                 | Фронт (округ)      | Армия             |  |
| ----------------------- | ------------------ | ----------------- |  |
| 29.03.1942 — 13.07.1942 | Юго-Западный фронт | 21-я армия (СССР) |  |

## Командование дивизии
Командиры дивизии:
- Волчков, Александр Тимофеевич (27.12.1941 — 18.02.1942), генерал-майор;
- Иванов, Пётр Иванович (19.02.1942 — 13.07.1942), полковник.

Начальники штаба дивизии:
- подполковник П. Е. Давыдов,
- подполковник В. И. Савчук (апрель-июнь 1942 года)

Военный комиссар дивизии:
- старший батальонный комиссар Бормотов А. И.

Начальник артиллерии дивизии:
- Троценко, Владимир Павлович.

Начальник штаба артиллерии дивизии:
- майор Примаченко, Роман Никанорович.

Начальник административно-хозяйственной части:
- техник интендант 1 ранга Боднянский Владимир Моисеевич;
- Шелопут Василий Петрович, капитан, инженер 301 сд.

1050-й стрелковый полк:
Командир полка:
- Комаров, Максим Прохорович (по 17.07.1942);
- Игнатьев, Михаил Яковлевич (по 09.09.1942).

Комиссар полка батальонный комиссар Петров.
1052-й стрелковый полк:
Командир полка:
- Савинцев Яков Лаврентьевич (18.02.1942 — 09.09.1942)

Комиссар полка батальонный комиссар Шаталов.
1054-й стрелковый полк:
Командир полка:
- Сушков, Филипп Тимофеевич (18.02.1942 — 14.08.1942)
- Литвинов, Владимир Иванович (15.02.1942 — 16.11.1942)

Комиссар полка батальонный комиссар Коваленко.
823-й артиллерийский полк:
Командир полка:
- майор Кичев Закхай Григорьевич

Комиссар полка батальонный комиссар Орлов.